# Deserti freddi invernali del Turan
I Deserti freddi invernali del Turan sono un sito seriale transnazionale del patrimonio dell'umanità che comprende quattordici aree desertiche nel bassopiano turanico, tra Kazakistan, Turkmenistan e Uzbekistan. La serie è stata iscritta nella lista dei patrimoni dell'umanità dell'UNESCO il 20 settembre 2023.

## Descrizione
Questo patrimonio transnazionale comprende quattordici parti componenti situate nelle aree aride della zona temperata dell'Asia centrale tra il Mar Caspio e le alte montagne del Tūrān. L'area è soggetta a condizioni climatiche estreme con inverni molto freddi ed estati calde e vanta una flora e una fauna eccezionalmente diversificate che si sono adattate a queste dure condizioni. Il sito rappresenta anche una notevole diversità di ecosistemi desertici, che si estendono su una distanza di oltre 1 500 chilometri da est a ovest. Ciascuna delle parti componenti integra le altre in termini di biodiversità, tipi di deserto e processi ecologici in corso.

## Elenco dei siti
| Id.      | Sito                   | Stato        | Regione                                      | Area protetta                                     | Sito (ha) | Zona di rispetto (ha) | Coordinate                | Immagine |
| -------- | ---------------------- | ------------ | -------------------------------------------- | ------------------------------------------------- | --------- | --------------------- | ------------------------- | -------- |
| 1693-001 | Altyn-Emel orientale   | Kazakistan   | Distretto di Kerbūlaq, Distretto di Panfilov | Parco nazionale Altyn-Emel                        | 13 019    | 255 684               | 44°01′33″N 79°02′03″E     |          |
| 1693-002 | Altyn-Emel centrale    | Kazakistan   | Distretto di Kerbūlaq                        | Parco nazionale Altyn-Emel                        | 5 644     | 255 684               | 43°53′37″N 78°39′21″E     |          |
| 1693-003 | Altyn-Emel occidentale | Kazakistan   | Distretto di Kerbūlaq                        | Parco nazionale Altyn-Emel                        | 33 306    | 255 684               | 43°59′07″N 78°18′15″E     |          |
| 1693-004 | Isola di Barsa-Kelmes  | Kazakistan   | Distretto di Aral                            | Riserva naturale di Barsa-Kelmes                  | 50 884    | 19 639                | 45°39′14″N 59°56′14″E     |          |
| 1693-005 | Kaskakulan             | Kazakistan   | Distretto di Aral                            | Riserva naturale di Barsa-Kelmes                  | 109 942   | 26 670                | 45°42′57″N 61°01′47″E     |          |
| 1693-006 | Bereketli Garagum      | Turkmenistan | Provincia di Ahal                            | Riserva naturale di Bereketli Garagum             | 87 400    | 30 745                | 39°39′43.2″N 59°21′39.6″E |          |
| 1693-007 | Gaplaňgyr              | Turkmenistan | Provincia di Daşoguz                         | Riserva naturale di Gaplaňgyr                     | 926 203   | 22 950                | 41°34′27″N 57°29′10″E     |          |
| 1693-008 | Repetek                | Turkmenistan | Provincia di Lebap                           | Riserva della biosfera di Repetek                 | 34 600    | 47 324                | 38°36′06″N 63°15′01″E     |          |
| 1693-009 | Yeradzhi               | Turkmenistan | Provincia di Lebap                           |                                                   | 30 000    | -                     | 38°47′06″N 62°30′16″E     |          |
| 1693-010 | Saigachiy              | Uzbekistan   | Distretto di Kungurat                        | Riserva paesaggistica di Saigachiy                | 575 335   | 219 800               | 45°09′02″N 57°43′45″E     |          |
| 1693-011 | Saigachiy-Beleuli      | Uzbekistan   | Distretto di Kungurat                        | Riserva paesaggistica di Saigachiy                | 21 765    | 219 800               | 44°33′47″N 57°13′09″E     |          |
| 1693-012 | Saigachiy-Duana        | Uzbekistan   | Distretto di Kungurat                        |                                                   | 23 454    | 219 800               | 45°20′06″N 58°27′05″E     |          |
| 1693-013 | Saigachiy-Zhideyli     | Uzbekistan   | Distretto di Kungurat                        |                                                   | 7 746     | 219 800               | 44°58′00″N 58°15′04″E     |          |
| 1693-014 | Ustyurt meridionale    | Uzbekistan   | Distretto di Kungurat                        | Parco naturale nazionale dell'Ustyurt meridionale | 1 447 143 | -                     | 42°04′53″N 56°39′53″E     |          |